# Rantau Jaya (Karang Jaya)
Rantau Jaya is een bestuurslaag in het regentschap Musi Rawas van de provincie Zuid-Sumatra, Indonesië. Rantau Jaya telt 2224 inwoners (volkstelling 2010).